# Operación Canguro
La Operación Canguro fue la intervención de la Universidad Central de Venezuela el 31 de octubre de 1969 por órdenes del presidente Rafael Caldera.

## Antecedentes
Las universidades venezolanas empezaron un proceso de renovación interna durante el surgimiento de la contracultura, los movimientos sociales de 1968, el mayo de 1968 en Francia y otros movimientos estudiantiles durante el mismo año. El gobierno introdujo una reforma a la Ley de Universidades que buena parte del sector universitario consideraba que resentía el principio de la autonomía universitaria. El rector de la Universidad Central de Venezuela, Jesús María Bianco, fue destituido por el Consejo Nacional de Universidades Provisorio al negarse a asistir al organismo recién creado.
En 1969 cobra fuerza el Movimiento de Renovación Universitaria, cuyas propuestas radicales alarmaron tanto al gobierno como a la oposición. Los vínculos de sectores de la universidad con extremistas, al amparo de la autonomía universitaria, motivaron a que se generara una fuerte presión para limitarla. Dicha presión culminó con la Operación Canguro.
El 28 de octubre habían estallado violentos disturbios por la muerte del estudiante de la escuela de Sociología y Antropología, Luis Hernández, quien presuntamente había sido detenido y torturado por agentes de los Servicios de Información de las Fuerzas Armadas (SIFA), en Aragua de Barcelona, estado Anzoátegui.

## Desarrollo
La Operación Canguro autorizó la intervención de la universidad. El gobierno calificó el allanamiento como una toma preventiva de los espacios del Jardín Botánico y del Gimnasio Cubierto con el objetivo de capturar a francotiradores que se hallaban apostados en el lugar.
Pasaron meses antes de que las actividades en la universidad se normalizaran. Protestas estudiantiles se extendieron a otras universidades y a varios liceos a nivel nacional, y el gobierno tuvo que lidiar con protestas universitarias tanto estudiantiles como profesorales. Varios estudiantes emigraron a estudiar a otros países por la situación. En enero de 1971 el gobierno designó autoridades interinas: Rafael-Clemente Arráiz como rector, Oswaldo De Sola como vicerrector académico y Eduardo Vásquez como secretario. Arráiz renunció, negándose a mantener la universidad cerrada y proponiendo la convocatoria inmediata a elecciones dentro en la universidad, por lo que De Sola fue nombrado como rector en marzo.